# José Maria de Eça de Queirós

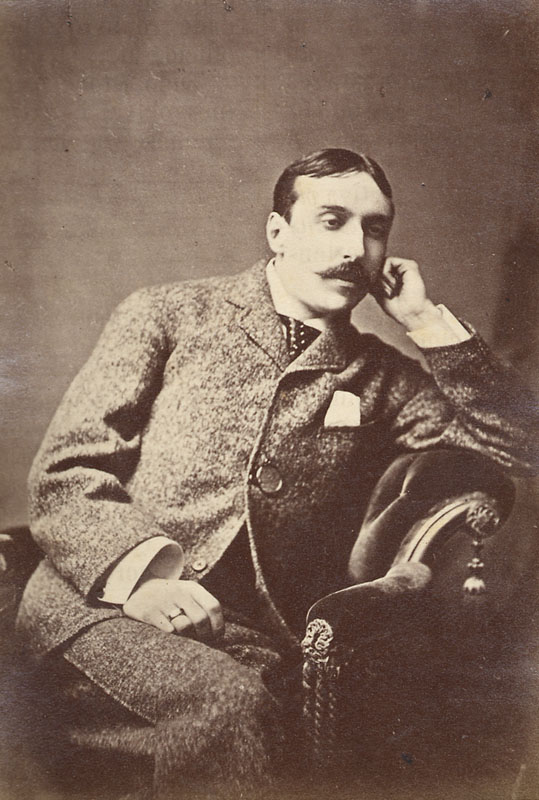
José Maria de Eça de Queirós

José Maria de Eça de Queirós (ur. 25 listopada 1845 r., zm. 16 sierpnia 1900 r.) – portugalski pisarz, jeden z najważniejszych przedstawicieli realizmu. 
Z wykształcenia był prawnikiem. Większość życia poświęcił służbie dyplomatycznej. Od 1873 r. przebywał na placówkach konsularnych na Kubie, w Anglii i Francji. Podróżował po Egipcie, Palestynie i obu Amerykach. Był publicystą, czołowym przedstawicielem realizmu i naturalizmu w literaturze portugalskiej. Jest autorem powieści społeczno-obyczajowych, w których ostro krytykował różne klasy XIX-wiecznego społeczeństwa portugalskiego. 

## Twórczość
- Dziwactwa pewnej blondynki (Singularidades duma Rapariga Loira) - opowiadanie (1873, wydanie polskie 1978)
- Zbrodnia księdza Amaro (O Crime do Padre Amaro) (1875, wydanie polskie 1951 oraz 2010)
- Kuzyn Bazyli (O Primo Basílio) (1878, wydanie polskie 1978)
- Mandaryn (O Mandarim) (1880, wydanie polskie 2001)
- Relíquia (1887)
- Ród Maia (Os Maias) (1888, wydanie polskie 1988)
- A Ilustre Casa de Ramires (1900)

### Dzieła wydane pośmiertnie
- As Cidades e as Serras (1901)
- A Capital (1925)
- O Conde de Abranhos (1925)